# Para-Taekwondo nos Jogos Parapan-Americanos de 2019
As competições de taekwondo nos Jogos Parapan-Americanos de 2019 foram realizadas em Lima, nos dias 30 e 31 de agosto, na Villa Deportiva Regional del Callao.
Foram disputadas 3 categorias masculinas e 3 femininas, com a participação de 47 atletas de 16 países.

## Medalhistas[2]
Os medalhistas parapan-americanos foram:
Masculino
| Evento    | Ouro                            | Prata                                   | Bronze                                                     |
| --------- | ------------------------------- | --------------------------------------- | ---------------------------------------------------------- |
| K44 -61kg | Nathan Sodário BRA Brasil       | Geraldo Castro DOM República Dominicana | Yandry Larrondo CUB Cuba William Fernandéz PER Peru        |
| K44 -75kg | Juan García MEX México          | Adrián García CUB Cuba                  | Juan Samorano ARG Argentina Andrés Molina CRC Costa Rica   |
| K44 +75kg | Evan Medell. USA Estados Unidos | Francisco Pedroza MEX México            | Edgar Torres MEX México Johnny Birch Jr USA Estados Unidos |

Feminino
| Evento     | Ouro                        | Prata                       | Bronze                                                       |
| ---------- | --------------------------- | --------------------------- | ------------------------------------------------------------ |
| K44 - 49kg | Leonor Espinoza PER Peru    | Claudia Romero MEX México   | Lilisbet Rodríguez CUB Cuba Sophie Gimeno USA Estados Unidos |
| K44 -58kg  | Silvana Mayara BRA Brasil   | Cristhiane Neves BRA Brasil | Yerly Martinez COL Colômbia Shauna-Kay Hines JAM Jamaica     |
| K44 +58kg  | Daniela Martínez MEX México | Débora Bezerra BRA Brasil   | Leylianne Samara BRA Brasil                                  |

## Quadro de medalhas
| Ordem | País                     | Medalha de ouro | Medalha de prata | Medalha de bronze | Total |
| ----- | ------------------------ | --------------- | ---------------- | ----------------- | ----- |
| 1     | BRA Brasil               | 2               | 2                | 1                 | 5     |
|       | MEX México               | 2               | 2                | 1                 | 5     |
| 3     | USA Estados Unidos       | 1               |                  | 2                 | 3     |
| 4     | PER Peru                 | 1               |                  | 1                 | 2     |
| 5     | CUB Cuba                 |                 | 1                | 2                 | 3     |
| 6     | DOM República Dominicana |                 | 1                |                   | 1     |
| 7     | ARG Argentina            |                 |                  | 1                 | 1     |
|       | COL Colômbia             |                 |                  | 1                 | 1     |
|       | CRC Costa Rica           |                 |                  | 1                 | 1     |
|       | JAM Jamaica              |                 |                  | 1                 | 1     |
| TOTAL | TOTAL                    | 6               | 6                | 11                | 23    |